# Makoma
Makoma est un groupe musical chrétien, pop, R&B et de danse primé originaire de Kinshasa, en République démocratique du Congo et établi aux Pays-Bas. Il est composé de 6 personnes : Annie Makoma, Pengani Makoma, Tutala Makoma, Duma Makoma, Martin Makoma et un membre non familial, Patrick Badine. Ils chantent principalement en lingala et en anglais, mais parfois aussi en français, néerlandais et allemand. 
La chanteuse principale Nathalie Makoma a quitté le groupe en 2004 et a mené sa carrière solo après avoir terminé deuxième lors des Dutch Idols 4 en 2007-2008. En finale, elle a chanté avec ses frères et sœurs "Ola Olé", un hit définitif du groupe Makoma[source secondaire souhaitée]. 
Makoma était de retour avec un nouvel album en 2012 appelé Évolution contenant 10 nouvelles chansons. La composition est la même, sauf pour Nathalie Makoma qui a décidé à partir de 2006 de se concentrer sur sa propre carrière solo.

## Carrière
Le groupe Makoma a été créé par Tutala Makoma en 1992 et a commencé à se produire en public en tant que groupe en 1995. Le nom du groupe était "Nouveau Testament" . 
La famille a quitté la République démocratique du Congo en raison de conflits politiques et s'est établie aux Pays-Bas, puis en Allemagne pour revenir en 1996 et résider à Rotterdam, aux Pays-Bas. Le groupe a été renommé Makoma (le nom de la famille) après s'être établi en Europe. Ils enregistrent aux Westcoast Studios, également détenus par Tutala Makoma à Rotterdam. Annie Makoma conçoit la plupart des vêtements de scène du groupe, et Martin Makoma se double de chorégraphe du groupe. 
Leur premier album est sorti en 1999 intitulé Nzambe Na Bomoyi suivi en 2002 intitulé On Faith. La même année, ils ont remporté le prix du meilleur groupe africain aux Kora African Music Awards,. Ils ont fait le tour de nombreux pays dont de nombreux pays européens, l'Afrique, les Caraïbes et le Canada. 
Nathalie Makoma, née le 24 février 1982 à Kinshasa est devenue, une chanteuse néerlando-congolaise bien connue à part entière,. Nathalie Makoma a quitté le groupe et s'est établie en Angleterre puis en Irlande. Elle a sorti On Faith en 2003 et I Saw the Light en 2005. En 2007-2008, elle est retournée aux Pays-Bas et a participé à Idols 4 aux Pays - Bas et a terminé deuxième, le titre revenant à Nikki Kerkhof. Le groupe Makoma a fait une apparition à la finale de la compétition Idol avec leur sœur Nathalie chantant ''Ola Olé ''en anglais avec elle. Elle est signée chez Sony BMG . 
Makoma chante actuellement pour BC3 Media Limited, une maison de disques internationale dont le siège est au Royaume-Uni. Philipp Bauss est le directeur général de la société et y avait produit des clips audio / vidéo car Bauss possède son propre studio de production de disques et de vidéos avec de l'expérience avec plusieurs musiciens internationaux.

## Prix
- 2002: Meilleur groupe africain aux Kora Awards
- 2005: Prix du meilleur groupe du Pacifique Sud

## Discographie

### Albums
- 1999: Nzambe na Bomoyi (Jésus pour la vie) 
  - Pistes:

1. Napesi
2. Butu Na Moyi
3. Mwinda
4. Moto Oyo
5. Natamboli
6. Nzambe Na Bomoyi

- 2002: Mokonzi na Bakonzi (Roi des rois) 
  - Pistes:

1. Mokonzi Na Bakonzi
2. Nasengi
3. Naleli
4. Bana
5. Nzambe Na Ngai
6. Tolingana

- 2005: Na Nzambe Te, Na Bomoyi Te (également connu sous le nom de No Jesus, No Life ) 
  - Pistes:

1. Nakobina
2. Ola Olé
3. Yo Wuti
4. Asala
5. Ezali Mawa
6. No Jesus no life
7. Bolingo
8. Tolingana

- 2012: Évolution
  - Des pistes:

1. Évolution
2. Alingi Biso
3. Yo Ozali
4. Ndeko
5. Mokonzi
6. Se Ye
7. Maboko Likolo
8. Mokili
9. Sosola
10. Nguya Na Ye

## Voir également
- Nathalie Makoma